# Anderson Pico
Anderson Pico, właśc. Anderson da Silveira Ribeiro (ur. 4 listopada 1988 w Porto Alegre, w stanie Rio Grande do Sul) – brazylijski piłkarz, grający na pozycji lewego obrońcy.

## Kariera piłkarska

### Kariera klubowa
Jest wychowankiem klubu Grêmio, w składzie którego w 2007 rozpoczął karierę piłkarską. Od 2009 występował na zasadach wypożyczenia w klubach Figueirense, Santo Ângelo, Brasiliense, EC Juventude i São José-RS. W kwietniu 2013 przeszedł do Chapecoense. 4 grudnia 2013 został piłkarzem Novo Hamburgo. 5 września 2014 podpisał kontrakt z CR Flamengo. 31 sierpnia 2015 został wypożyczony do Dnipra Dniepropetrowsk. 12 stycznia 2017 po wygaśnięciu kontraktu opuścił dniprowski klub.

## Sukcesy i odznaczenia

### Sukcesy klubowe
Grêmio
- mistrz stanu Rio Grande do Sul: 2007